# Maggie: ragazza di strada
Maggie: ragazza di strada è un romanzo del 1893 scritto dall'autore statunitense Stephen Crane.  Questo romanzo breve è stata la prima opera di narrativa pubblicata da Crane. Dato che gli editori ritennero osé l'argomento del romanzo, Crane, che all'epoca aveva 21 anni, dovette pubblicare il romanzo a proprie spese. Il romanzo è ambientato nella Bowery, un quartiere sito nell'isola di Manhattan a New York.

## Riassunto della trama
Il racconto inizia con Jimmie, ancora un ragazzo, che cerca da solo di opporsi ad una banda di ragazzi provenienti da un quartiere avversario. L'intervento di Pete lo salva dal peggio e così fa ritorno a casa dalla sorella Maggie, dal fratellino Tommie, dal padre violento e ubriaco e dalla madre Mary Johnson. I genitori sono soliti terrorizzare i loro figli fino a ridurli tremanti in un angolo. Gli anni passano, il padre e Tommie muoiono, Jimmie, invece, diventa un giovane beffardo, aggressivo e cinico, e ottiene un lavoro come carrettiere. Maggie, a sua volta, inizia a lavorare come camiciaia, ma tutti i tentativi di migliorare la sua vita vengono vanificati dalle sfuriate della mamma ubriaca. Maggie inizia a frequentare l'amico di Jimmie, Pete, che fa il barista e si comporta come un bravo ragazzo accompagnandola a vedere musei e spettacoli. Una sera Jimmie e la madre Mary accusano Maggie di essersi messa su una cattiva strada. Jimmie corre al bar e si azzuffa con Pete (malgrado pure lui abbia rovinato le sorelle di altri ragazzi). Mentre i vicini continuano a parlar male di Maggie, Jimmie e la madre decidono di dar man forte alle dicerie invece di difendere la ragazza. In seguito, Nellie, una "donna brillante e sfrontata" convince Pete a lasciare Maggie, che [Nellie] definisce come "una cosetta scialba e apatica."  Una volta abbandonata da Pete, Maggie cerca di ritornare a casa sua, ma viene respinta da sua madre e insultata dai coinquilini. In una scena successiva, una prostituta (sottinteso: Maggie) si aggira per le strade, dirigendosi verso quartieri sempre più malfamati finché giunge al fiume seguita dalla figura squallida e grottesca di un uomo. Nella scena successiva si vede Pete in un bar, che beve in compagnia di sei donne alla moda "brillanti e provocanti." Sviene, e a questo punto una delle donne, forse Nellie, si prende i suoi soldi. Nell'ultimo capitolo, Jimmie dice alla madre che Maggie è morta. La madre, ironicamente, esclama, mentre i vicini la confortano, "La perdonerò!"

## Contesto storico
Maggie fu pubblicato durante l'epoca della industrializzazione. Gli Stati Uniti, una nazione ad economia agricola nel XIX secolo, cominciò a diventare una nazione industrializzata verso la fine del 1800. Inoltre, "un afflusso senza precedenti di immigrati contribuì ad un aumento della popolazione," all'ampliamento delle città e alla formazione di una nuova società consumistica. A causa di questi sviluppi, progresso e povertà erano strettamente collegati, dimostrando così che la maggioranza della popolazione degli Stati Uniti era scettica circa la dipendenza da una fluttuazione dell'economia globale.

## Naturalismo
Maggie è "considerata la prima opera di puro naturalismo nella narrativa statunitense." Secondo i principi naturalistici, un personaggio viene collocato in un contesto da dove non c'è possibilità di fuga a causa delle proprie caratteristiche biologiche. In più, le circostanze in cui viene a trovarsi una persona influiranno sul suo comportamento, spogliando l'individuo di qualsiasi responsabilità. Benché Stephen Crane abbia negato qualsiasi influenza di Émile Zola, l'iniziatore del Naturalismo, sulla sua opera, tuttavia esempi presenti nei suoi testi indicano che questo scrittore statunitense si è ispirato al naturalismo Francese.

## Personaggi principali
- Jimmie Johnson - fratello di Maggie e Tommie, compare, come ragazzo, nella prima scena del libro mentre partecipa ad uno scontro con una masnada di ragazzi del Rum Alley.
- Pete - un adolescente, conoscente di Jimmie, che salva l'amico nello scontro iniziale
- Father - un brutale ubriacone, padre di Jimmie, Maggie e Tommie
- Maggie Johnson - la figlia maggiore, protagonista nel romanzo, in apparenza esente dagli effetti negativi della sua famiglia, prostituta (implicato alla fine del romanzo)
- Tommie Johnson - il figlio minore
- Mary Johnson - la madre ubriacona e violenta

## Edizioni italiane
- Maggie: ragazza di strada, trad. Maria Jatosti e Luciano Bianciardi, Firenze, Parenti, 1956; Milano, Mondadori, 1976; Prefazione di L. Bianciardi, Roma, Editori Riuniti, 1982; Roma, Brokever, 2006, ISBN 88-89212-12-8.
- Maggie, ragazza di strada, traduzione di Maria Luisa Agosti, Collana BUR, Milano, Rizzoli, 1964.
- Maggie, ragazza di strada, traduzione di Sandro Melani, Torino, Pornai, 1993-2015, ISBN 88-7934-033-6.
- Maggie: una ragazza di strada, traduzione di Francesco Franconeri, Collana Acquarelli, Bussolengo, Demetra, 1993, ISBN 88-7122-345-4. - Introduzione di Silvia Grilli, La Biblioteca di Libero n.37, Milano, 2004.
- Maggie, ragazza di strada, trad. e cura di Riccardo Reim, Collana Tascabili economici, Roma, Newton Compton, 1996, ISBN 88-8183-323-9.
- Maggie. Ragazza di strada e altre storie newyorkesi, trad. e cura di Mario Maffi, Collana Darcy, Roma, Rogas, 2022. ISBN 9788899700850